# Donax bipartitus
Donax bipartitus is een tweekleppigensoort uit de familie van de Donacidae. De wetenschappelijke naam van de soort is voor het eerst geldig gepubliceerd in 1892 door Sowerby III.